# Шариф, Мершад
Мершад Шариф (перс. مهرشاد شریف‎, фр. Mehrshad Sharif, род. 11 июля 1952) — французский, ранее иранский, шахматист, международный мастер (1975).
Шестикратный чемпион Ирана (1974, 1975, 1976, 1977, 1980, 1981 гг.).
В составе сборной Ирана участник четырех шахматных олимпиад (1970—1976 гг.).
В первой половине 1980-х гг. переехал во Францию.
В составе сборной Франции участник шахматной олимпиады 1986 г. и командного первенства мира 1985 г.

## Изменения рейтинга
| Графики недоступны из-за технических проблем. См. информацию на Фабрикаторе и на mediawiki.org. |